# Wilhelm II (biskup kamieński)
Wilhelm II OP (znany także jako Arnold von Eltz; ur. ?, zm. w 1330) – niemiecki duchowny rzymskokatolicki, dominikanin, biskup kamieński.

## Biografia
Przed nominacją biskupią był kanonikiem w Trewirze.
14 listopada 1324 papież Jan XXII mianował go biskupem kamieńskim. 13 lipca 1325 przyjął sakrę biskupią z rąk kardynała-biskupa Sabiny Guillauma Godina OP. Urząd sprawował do 1330.